# Wengernalp

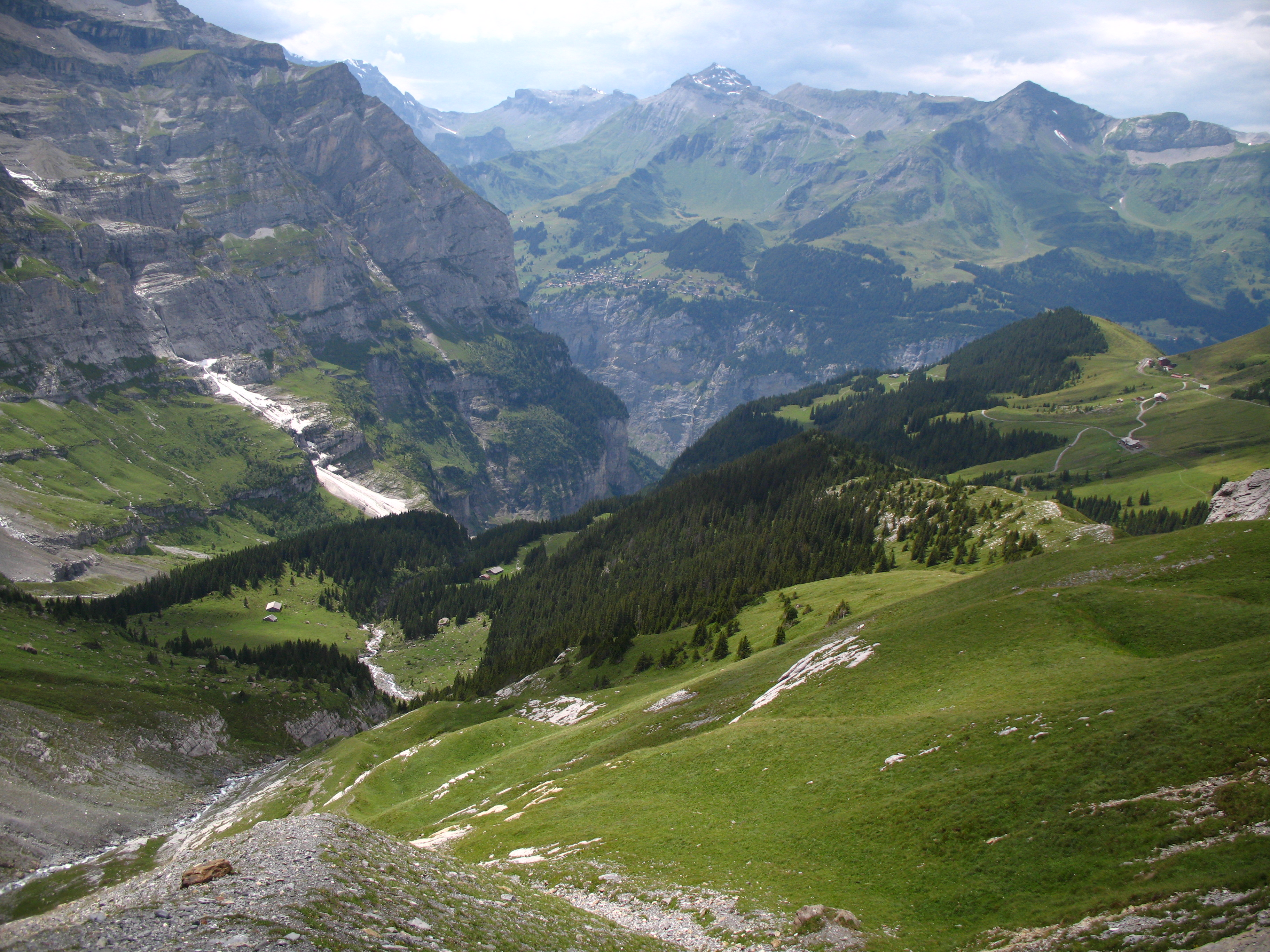
Wengernalp cerca de la estación de Eigergletscher.

La Wengernalp es una pradera alpina situada a una altitud de 1.874 m s. n. m., entre Wengen y la Kleine Scheidegg en los Alpes berneses. Se puede llegar a ella a pie, desde Wengen hasta la propia estación de ferrocarril de Wengernalp en el Wengernalpbahn (WAB) o esquiando desde Kleine Scheidegg.
Históricamente, Wengernalp es un lugar de descanso y vacaciones, en una tradición que se puede remontar hasta el siglo XVIII: la primera mención registrada de la pradera se encuentra en un libro de viajes de 1776. En 1835 se abrió en este lugar, sobre el solar de un refugio de montaña anterior,  el Hôtel de la Jungfrau, originalmente una casa de invitados, que en 1865 se transformó en hotel tras obtener la licencia de las autoridades. Entre las celebridades que han disfrutado estancias en el lugar se encuentran poetas y escritores como Lord Byron (en 1816, en el refugio original), William Wordsworth, Alphonse Daudet o Mark Twain; compositores como Felix Mendelssohn, Johannes Brahms, Richard Wagner, Friedrich von Flotow o Piotr Ilich Chaikovski; y artistas como Otto von Kameke, Franz Niklaus König, Joseph Anton Koch, François Diday, Alexandre Calame, Maximilien de Meuron, Albert Lugardon, Ferdinand Hodler o Hiroshi Yoshida.